# Oonopinus modestus
Oonopinus modestus är en spindelart som beskrevs av Arthur M. Chickering 1951. Oonopinus modestus ingår i släktet Oonopinus och familjen dansspindlar.
Artens utbredningsområde är Panama. Inga underarter finns listade i Catalogue of Life.